# Melkwit priemhorentje
Het melkwit priemhorentje (Turbonilla lactea) is een slakkensoort uit de familie van de Pyramidellidae. De wetenschappelijke naam van de soort werd in 1758 voor het eerst geldig gepubliceerd door Carl Linnaeus.

## Beschrijving
De lengte van de schelp van het melkwit priemhorentje varieert tussen 3 en 8,5 mm. De schelp bestaat uit 10 tot 12 bijna rechtzijdige windingen met diepe, platte tussenruimtes. De schelp, gemarkeerd met "dikke, platte, enigszins bochtige, schuine costae" die "onduidelijk zijn op de eerste winding" en daarna prominent aanwezig, heeft een melkwitte kleur, waarop de soortnaam Turbonilla lactea is gebaseerd.

## Verspreiding
Het verspreidingsgebied van het melkwit priemhorentje loopt van Noord-Noorwegen, langs de Atlantische kusten van Groot-Brittannië, Frankrijk en het Iberisch Schiereiland tot in de Middellandse Zee. Deze soort is zeldzaam in de Noordzee, en dan vooral verder van de Nederlandse kust af. Ze leven met name op zand- of slibbodems en langs beschutte rotskusten, vanaf de laagwaterlijn tot diepten van ruim 80 meter.